# Overgooi
Overgooi is een wijk in de Nederlandse stad Almere. De wijk is gelegen in het stadsdeel Almere Haven. Op 1 januari 2023 telde de wijk 525 inwoners, verdeeld over 184 woningen, op een oppervlakte van 6,32 km².

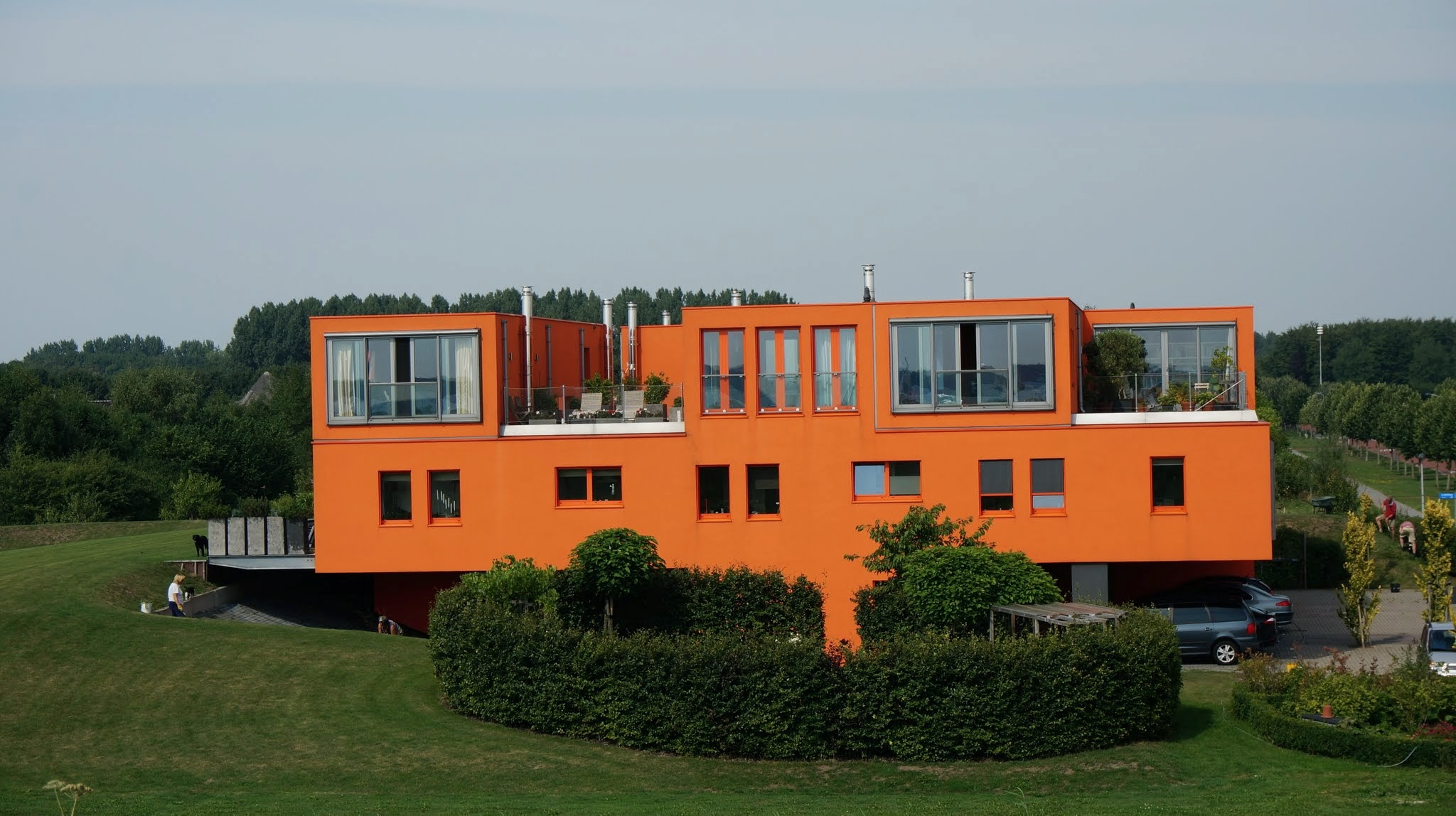
Overgooi, Villa van Vijven (Next Architects, 2008)

Overgooi is de meest exclusieve villawijk van Almere en ligt aan het Gooimeer, aan de overkant van het Gooi. Aan de oostzijde ligt het Cirkelbos en aan de noordzijde ligt Oosterwold. De klassiek-moderne wijk heeft brede lanen, rustige woonstraten, statige bomen en riante bouwkavels. Er staan grote, zelfgebouwde villa’s, vaak onder architectuur gebouwd. Er wonen diverse BN'ers in de wijk.
De straatnamen in Overgooi verwijzen naar bekende bossen in Nederland.
De Gouwen · De Grienden · De Hoven · De Laren · De Marken · De Meenten · De Velden · De Werven · De Wierden · Haven Centrum · Overgooi